# Beta Comae Berenices
Beta Comae Berenices (β Com / β Comae Berenices / Beta Comae Berenices) è una stella appartenente alla sequenza principale che si trova a 29,9 anni luce di distanza dal Sistema solare, nella costellazione della Chioma di Berenice. È una stella di classe spettrale G0-V e attualmente, nonostante sia designata con la lettera beta, è leggermente più brillante di Alfa Comae Berenices.
Beta Comae Berenices è molto simile al nostro Sole. La superficie della stella ha un ciclo di attività che è stato misurato essere di 16,6 anni (quello del Sole è di 11 anni), ma potrebbe avere anche un secondo ciclo di 9,6 anni.
Nella seconda metà del XX secolo si pensò che questa stella avesse una compagna spettroscopica, idea però recentemente scartata per via di più accurate misure sulla velocità radiale di Beta Comae Berenices. Intorno a questa stella non sono stati scoperti pianeti e non vi è alcuna prova di un disco di accrescimento.